# Drugi rząd Winstona Churchilla

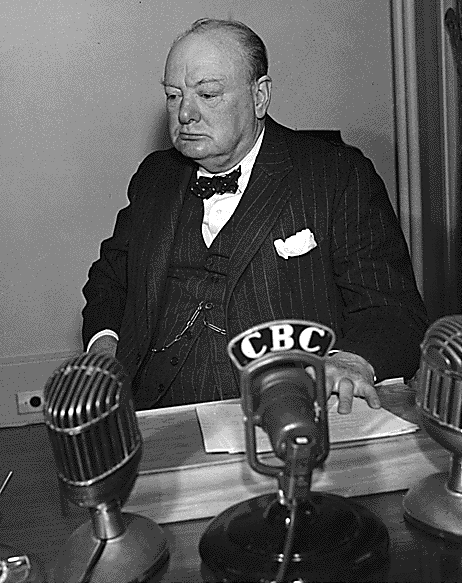
Winston Churchill, premier, pierwszy lord skarbu, minister obrony

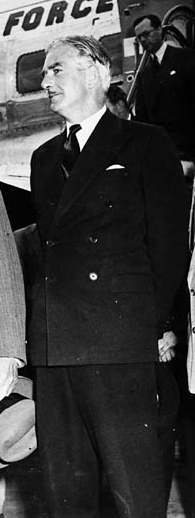
Anthony Eden, minister spraw zagranicznych, przewodniczący Izby Gmin

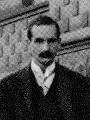
Wicehrabia Cherwell, Paymaster-General

Rząd tzw. „dozorujący” (Caretaker) Winstona Churchilla powstał 23 maja 1945 r., kiedy z koalicji rządowej wystąpili laburzyści. Rząd ten przetrwał do przegranych przez konserwatystów wyborów 26 lipca 1945 r.
Członków ścisłego gabinetu wyróżniono tłustym drukiem.

## Skład rządu
| Urząd                                                             | Imię i nazwisko                                                                                       | Kadencja |
| ----------------------------------------------------------------- | --- | -------- |
| Premier Pierwszy lord skarbu Minister obrony                      | Winston Churchill                                                                                     | 1945     |
|                                                                   | |          |
| Lord kanclerz                                                     | John Simon, 1. wicehrabia Simon                                                                       | 1945     |
| Lord przewodniczący Rady                                          | Frederick Marquis, 1. baron Woolton                                                                   | 1945     |
| Lord tajnej pieczęci                                              | Max Aitken, 1. baron Beaverbrook                                                                      | 1945     |
| Kanclerz skarbu                                                   | John Anderson                                                                                         | 1945     |
| Parlamentarny sekretarz skarbu                                    | James Stuart                                                                                          | 1945     |
| Finansowy sekretarz skarbu                                        | Osbert Peake                                                                                          | 1945     |
| Lordowie skarbu                                                   | Neville Beechman Cedric Drewe Patrick Buchan-Hepburn Robert Cary Charles Mott-Radclyffe               | 1945     |
| Minister spraw zagranicznych Przewodniczący Izby Gmin             | Anthony Eden                                                                                          | 1945     |
| Podsekretarz stanu w ministerstwie spraw zagranicznych            | William Mabane                                                                                        | 1945     |
| Minister spraw wewnętrznych                                       | Donald Somervell                                                                                      | 1945     |
| Podsekretarz stanu w ministerstwie spraw wewnętrznych             | Geoffrey FitzClarence, 5. hrabia Munster                                                              | 1945     |
| Pierwszy lord Admiralicji                                         | Brendan Bracken                                                                                       | 1945     |
| Parlamentarny i finansowy sekretarz przy Admiralicji              | Victor Warrender, 1. baron Bruntisfield                                                               | 1945     |
| Cywilny lord Admiralicji                                          | Richard Pilkington                                                                                    | 1945     |
| Minister rolnictwa i rybołówstwa                                  | Robert Hudson                                                                                         | 1945     |
| Parlamentarny sekretarz w ministerstwie rolnictwa i rybołówstwa   | Donald Scott Bernard Fitzalan-Howard, 16. książę Norfolk                                              | 1945     |
| Minister lotnictwa                                                | Harold Macmillan                                                                                      | 1945     |
| Podsekretarz stanu w ministerstwie lotnictwa                      | Quintin Hogg David Beatty, 2. hrabia Beatty                                                           | 1945     |
| Minister ds. produkcji samolotów                                  | Ernest Brown                                                                                          | 1945     |
| Podsekretarz stanu w ministerstwie ds. produkcji samolotów        | Alan Lennox-Boyd                                                                                      | 1945     |
| Minister lotnictwa cywilnego                                      | Philip Cunliffe-Lister, 1. wicehrabia Swinton                                                         | 1945     |
| Podsekretarz stanu w ministerstwie lotnictwa cywilnego            | Robert Perkins                                                                                        | 1945     |
| Minister ds. kolonii                                              | Oliver Stanley                                                                                        | 1945     |
| Podsekretarz stanu w ministerstwie ds. kolonii                    | Edward Cavendish, 10. książę Devonshire                                                               | 1945     |
| Minister ds. dominiów Przewodniczący Izby Lordów                  | Robert Gascoyne-Cecil                                                                                 | 1945     |
| Podsekretarz stanu w ministerstwie ds. dominiów                   | Paul Emrys-Evans                                                                                      | 1945     |
| Minister ekonomii wojennej                                        | Hugh Dalton Roundell Palmer, wicehrabia Wolmer                                                        | 1945     |
| Parlamentarny sekretarz w ministerstwie ekonomii wojennej         | Digle Foot                                                                                            | 1945     |
| Minister edukacji                                                 | Richard Law                                                                                           | 1945     |
| Parlamentarny sekretarz w ministerstwie edukacji                  | Thelma Cazalet-Keir                                                                                   | 1945     |
| Minister żywności                                                 | John Llewellin                                                                                        | 1945     |
| Parlamentarny sekretarz w ministerstwie żywności                  | Florence Horsbrugh                                                                                    | 1945     |
| Minister paliwa i energetyki                                      | Gwilym Lloyd George                                                                                   | 1945     |
| Parlamentarny sekretarz w ministerstwie paliwa i energetyki       | Austin Hudson                                                                                         | 1945     |
| Minister zdrowia                                                  | Henry Willink                                                                                         | 1945     |
| Parlamentarny sekretarz w ministerstwie zdrowia                   | Hamilton Kerr                                                                                         | 1945     |
| Minister ds. Indii i Birmy                                        | Leo Amery                                                                                             | 1945     |
| Podsekretarz stanu w ministerstwie ds. Indii i Birmy              | Lawrence Lumley, 11. hrabia Scarbrough                                                                | 1945     |
| Minister informacji                                               | Geoffrey William Lloyd                                                                                | 1945     |
| Minister pracy i służby narodowej                                 | Rab Butler                                                                                            | 1945     |
| Parlamentarny sekretarz w ministerstwie pracy                     | Malcolm McCorquodale                                                                                  | 1945     |
| Kanclerz Księstwa Lancaster                                       | Arthur Salter                                                                                         | 1945     |
| Minister-rezydent na Bliskim Wschodzie                            | Edward Grigg                                                                                          | 1945     |
| Minister-rezydent w Afryce Zachodniej                             | Harold Balfour                                                                                        | 1945     |
| Minister zabezpieczenia socjalnego                                | Leslie Hore-Belisha                                                                                   | 1945     |
| Parlamentarny sekretarz w ministerstwie zabezpieczenia socjalnego | Charles Peat                                                                                          | 1945     |
| Paymaster-General                                                 | Frederick Lindemann, 1. wicehrabia Cherwell                                                           | 1945     |
| Minister emerytur                                                 | Walter Womersley                                                                                      | 1945     |
| Parlamentarny sekretarz w ministerstwie emerytur                  | William Sidney                                                                                        | 1945     |
| Poczmistrz generalny                                              | Harry Crookshank                                                                                      | 1945     |
| Asystent poczmistrza generalnego                                  | William Anstruther-Gray                                                                               | 1945     |
| Minister produkcji                                                | Oliver Lyttelton                                                                                      | 1945     |
| Parlamentarny sekretarz w ministerstwie produkcji                 | John Maclay                                                                                           | 1945     |
| Minister ds. Szkocji                                              | Harry Primrose, 6. hrabia Rosebery                                                                    | 1945     |
| Parlamentarny sekretarz w ministerstwie ds. Szkocji               | Allan Chapman Thomas Galbraith                                                                        | 1945     |
| Minister zaopatrzenia                                             | Andrew Duncan                                                                                         | 1945     |
| Parlamentarny sekretarz w ministerstwie zaopatrzenia              | Robert Grimston                                                                                       | 1945     |
| Przewodniczący Zarządu Handlu                                     | Oliver Lyttelton                                                                                      | 1945     |
| Parlamentarny sekretarz przy Zarządzie Handlu                     | Charles Waterhouse                                                                                    | 1945     |
| Sekretarz handlu zamorskiego                                      | Spencer Summers                                                                                       | 1945     |
| Minister wojny                                                    | Percy James Grigg                                                                                     | 1945     |
| Podsekretarz stanu w ministerstwie wojny                          | Henry Croft, 1. baron Croft                                                                           | 1945     |
| Finansowy sekretarz w ministerstwie wojny                         | Maurice Petherick                                                                                     | 1945     |
| Minister transportu wojennego                                     | Frederick Leathers, 1. baron Leathers                                                                 | 1945     |
| Parlamentarny sekretarz w ministerstwie transportu wojennego      | Peter Thorneycroft                                                                                    | 1945     |
| Minister robót                                                    | Duncan Sandys                                                                                         | 1945     |
| Parlamentarny sekretarz w ministerstwie robót                     | Reginald Manningham-Buller                                                                            | 1945     |
| Prokurator generalny                                              | David Maxwell-Fyfe                                                                                    | 1945     |
| Solicitor General                                                 | Walter Monckton                                                                                       | 1945     |
| Lord adwokat                                                      | James Reid                                                                                            | 1945     |
| Solicitor General dla Szkocji                                     | David King Murray                                                                                     | 1945     |
| Skarbnik Dworu Królewskiego                                       | Albert Edmondson                                                                                      | 1945     |
| Kontroler Dworu Królewskiego                                      | Leslie Pym                                                                                            | 1945     |
| Wiceszambelan Dworu Królewskiego                                  | Arthur Young                                                                                          | 1945     |
| Kapitan Gentelmen-at-Arms                                         | Hugh Fortescue, 5. hrabia Fortescue                                                                   | 1945     |
| Kapitan Ochotników Gwardii                                        | Arthur Chichester, 4. baron Templemore                                                                | 1945     |
| Lord-in-waiting                                                   | Hugh Percy, 10. książę Northumberland Robert Munro, 1. baron Alness Oswald Phipps, 4. markiz Normanby | 1945     |